# Списък на народните представители от Осмото народно събрание
Това е списък на народните представители от VIII народно събрание на Народна република България. Изборите за народно събрание са проведени на 7 юни 1981 г. с избирателна активност от 99, 96 %. Избрани са общо 400 народни представители.

## Списък
Народните представители са подредени по азбучен ред на окръзите:

### Благоевградски окръг
1. Александър Лилов
2. Васил Хубчев
3. Димитър Йорданов Ангелов
4. Васил Александров Щерев
5. Асен Серафимов Станоев
6. Георги Менов
7. Владимир Сандев
8. Димитър Димитров
9. Василка Серафимова Стойчева
10. Елена Лагадинова
11. Иван Масларов
12. Крум Радонов
13. Борис Карамфилов
14. Кирил Иванов Антонов
15. Лиляна Алдинова Кълкова

### Бургаски окръг
1. Николай Жишев
2. Денка Христова Петрова
3. Панайот Георгиев Яръмов
4. Делчо Пенев
5. Гриша Филипов
6. Дора Минчева Габровалийска
7. Росина Русева Русева
8. Диран Парикян
9. Стоян Събев
10. Станка Шопова
11. Руси Радулов Колев
12. Стамо Керезов
13. Димитър Желев Костадинов
14. Гиньо Ганев
15. Пандо Ванчев
16. Секул Крумов
17. Борис Копчев
18. Милчо Атанасов Германов
19. Зойка Николова Христова

### Варненски окръг
1. Людмила Живкова[2]
2. Али Ибрахимов
3. Васил Янакиев
4. Иван Добрев
5. Веселин Йосифов
6. Тодор Стойчев
7. Кирил Игнатов
8. Кичка Тодорова Станева
9. Мако Даков
10. Желю Милушев
11. Цена Иванова Стаматова
12. Демир Борачев
13. Васил Цанов
14. Христо Радев
15. Атанас Янев Янев
16. Коста Йорданов Манолов
17. Станиш Бонев
18. Димитър Попов
19. Иван Калудов
20. Халил Ахмедов Ибишев
21. Боян Трайков

### Великотърновски окръг
1. Димитър Станишев
2. Димитър Стоянов
3. Андрей Гуляшки
4. Магдалина Иванова Бумова
5. Илия Радков
6. Петър Панайотов
7. Никола Цонев
8. Петър Максимов
9. Кирил Косев
10. Иван Стоянов Ненов
11. Михаил Стефанов Николов
12. Христо Христов
13. Илияна Стоянова Яламова
14. Стефка Парашкевова Цветкова
15. Димитър Косев
16. Маргарита Босилкова Бакалова

### Видински окръг
1. Сийка Вълчева Иванова
2. Петър Младенов
3. Георги Караманев
4. Димитър Виячев
5. Младен Траилов Ангелов
6. Цеца Декова Иванова
7. Павел Попов
8. Христофор Иванов

### Врачански окръг
1. Димо Дичев
2. Нано Лалов
3. Петко Димитров Стамболиев
4. Тодор Божинов
5. Стоян Караджов
6. Лазар Петров
7. Владимир Бонев
8. Павлина Евстатиева Върбанова
9. Христина Йорданова Бебова
10. Емил Христов
11. Георги Георгиев – Гец
12. Йосиф Хананел Аструков
13. Кирил Клисурски

### Габровски окръг
1. Трифон Пашов
2. Андрей Луканов
3. Надка Димитрова Колева
4. Христо Орловски
5. Марий Иванов
6. Лазар Кръстев Лазаров
7. Любен Георгиев Кулишев
8. Стефанка Добрева Стефанова

### Кърджалийски окръг
1. Георги Петров
2. Ангел Вакрилов Ангелов
3. Иван Шпатов
4. Емине Ахмедова Алиева
5. Петър Вутов
6. Методи Ангелов Арабаджийски[3]
7. Сеид Мюмюнов Неджибов
8. Надя Аспарухова (като Найде Мехмедова Ферхадова)
9. Никола Пенчев Калчев
10. Лазар Иванов Ралчев
11. Васил Зикулов
12. Камен Иванов Каменов
13. Георги Атанасов

### Кюстендилски окръг
1. Георги Григоров
2. Мирчо Стойков
3. Кръстю Тричков
4. Васил Видинов Бошнаков
5. Станко Димитров
6. Галя Борисова Иванова
7. Иван Попов
8. Андрей Савов
9. Светла Даскалова

### Ловешки окръг
1. Марко Йотов Милев
2. Любомир Левчев
3. Дочо Шипков
4. Георги Иванов
5. Милко Балев
6. Васил Йончев Василев
7. Гроздана Николова Янкова
8. Иванка Дикова
9. Веселин Никифоров
10. Петър Балевски

### Михайловградски окръг
1. Митко Григоров
2. Иван Михайлов
3. Анастас Първанов
4. Ангел Бобоков
5. Вера Начева
6. Трифон Балкански
7. Евтим Костов Пенов
8. Гена Костова Георгиева
9. Георги Ценов Първанов
10. Първа Георгиева Цекова
11. Бойко Тодоров

### Пазарджишки окръг
1. Васил Атанасов Рабухчиев
2. Димитър Методиев
3. Петко Петков
4. Валентина Георгиева Цветанова
5. Атанас Семерджиев
6. Димитър Вълчев Димитров
7. Димитър Жулев
8. Цола Драгойчева
9. Илия Александров Илиев
10. Георги Танев
11. Продан Стоянов
12. Милена Стамболийска
13. Костадин Димитров Атанасов
14. Никола Любенов Македонски

### Пернишки окръг
1. Васил Василев Василев
2. Иван Петров Врачовски
3. Станко Тодоров
4. Пантелей Зарев
5. Василка Христова Петрова
6. Борис Манов
7. Невена Коканова
8. Славчо Трънски

### Плевенски окръг
1. Пеко Таков
2. Павлина Тенева Дечева
3. Марияна Минкова Станчева
4. Атанас Малеев
5. Ангел Балевски
6. Карло Луканов
7. Сава Гановски
8. Константин Панталеев Константинов
9. Пенко Герганов
10. Мирчо Спасов
11. Марко Петков Марков
12. Румяна Любенова Талева
13. Стефан Нинов
14. Ангел Димитров
15. Катрин Крумова Петкова
16. Борис Попов
17. Петър Петров Цветков

### Пловдивски окръг
1. Иван Панев
2. Тончо Чакъров
3. Цоцо Цоцов
4. Ангел Велев
5. Стоян Стойчев Танчев
6. Петър Ганчев
7. Гавраил Михов Костадинов
8. Цветана Манева
9. Росица Кръстева Константинова
10. Ангел Станев Кедиков
11. Леда Милева
12. Гинка Стамова Чераджийска
13. Огнян Дойнов
14. Владимир Калайджиев
15. Димитър Стоилов
16. Грозю Грозев
17. Маргарита Дупаринова
18. Атанас Димитров
19. Стоян Кошулев
20. Димитър Аргиров
21. Никола Гълъбов Николов
22. Иван Сакарев
23. Николай Хайтов
24. Жана Костадинова Начева
25. Благой Пенев
26. Атанаска Христова Балева
27. Атанас Костадинов Чобанов
28. Минка Дечева Тодорова
29. Вера Спасова Стайкина
30. Димитър Карамуков
31. Желязко Колев
32. Христо Русков
33. Димитър Братанов
34. Милю Николов Милев

### Разградски окръг
1. Васил Цанов
2. Младен Христо Костов
3. Денка Иванова Арнаудова
4. Сава Дълбоков
5. Бедиха Хакъева Мехмедова
6. Анастасий Дончев
7. Георги Панков
8. Юмер Исмаилов Дахилов
9. Александър Петков Иванов

### Русенски окръг
1. Петър Петров
2. Гинка Димитрова Христова
3. Мария Тинова Петрова
4. Никола Стефанов
5. Борис Спасов
6. Светлин Русев
7. Тодор Божинов
8. Спас Коев Спасов
9. Стоян Тончев
10. Кръстинка Кръстева Христова
11. Ангел Цветков
12. Генчо Минчев Коларов
13. Стефан Пасев Русев

### Силистренски окръг
1. Георги Кардашев
2. Стоян Михайлов
3. Давид Елазар
4. Иван Пръмов
5. Зевджан Кемалова Сопенова
6. Димитър Михалев Стоев
7. Димитър Русев Михайлов
8. Христо Радков

### Сливенски окръг
1. Павлина Симеонова Минчева
2. Величко Петров
3. Георги Джагаров
4. Йордан Младенов
5. Тенчо Папазов
6. Лиляна Димитрова
7. Николай Иванов
8. Николай Стефанов Димитров
9. Нинко Стефанов
10. Елена Минева Коева
11. Слав Иванов Ковачев

### Смолянски окръг
1. Кирил Зарев
2. Димитър Димитров
3. Ангел Николов Георгиев
4. Григор Шопов
5. Нели Здравкова Гьоладжиева
6. Величко Георгиев
7. Стоян Николов Букиков
8. Станислав Сивриев

## Град София
1. Богомил Райнов
2. Стоян Стоименов
3. Рая Гичева
4. Данаил Петков Главинов
5. Павел Вежинов
6. Благовест Сендов
7. Иван Тодоров Нейков
8. Илия Петков Млечков
9. Христо Добрев
10. Никола Петков Янчев
11. Начо Папазов
12. Дамян Димитров Дамев
13. Найда Манчева
14. Ради Кузманов
15. Стефан Рангелов
16. Тодор Живков
17. Васил Пандов Василев
18. Генко Ценков Генков
19. Васил Андреев Ников
20. Костадин Лютов
21. Зоя Георгиева Костова
22. Пенчо Костурков
23. Мария Захариева
24. Стефан Христов Стоилов
25. Рубен Леви
26. Ангел Шишков
27. Радой Попиванов
28. Венко Марковски
29. Яна Стефанова Забунова
30. Маргарита Николова Пейчева
31. Филип Филипов
32. Владимир Топенчаров
33. Григор Стоичков
34. Делчо Чолаков
35. Любен Георгиев Божков
36. Михаил Геновски
37. Начо Начев
38. Владимир Стойчев
39. Анета Александрова Вучева
40. Иван Алексиев Иванов
41. Чудомир Александров
42. Александър Райчев
43. Димитрина Иванова Апостолова
44. Рада Тодорова
45. Боян Първанов
46. Железан Райков Железанов
47. Никола Манолов
48. Любчо Тошков
49. Ганчо Кръстев
50. Лазар Минтов
51. Петър Междуречки

### Софийски окръг
1. Параскева Димитрова Андреева
2. Христо Костов Христов
3. Любен Стефанов
4. Йордан Керезов
5. Добри Джуров
6. Веселин Андреев
7. Ярослав Радев
8. Николай Дюлгеров
9. Янко Марков
10. Младен Исаев
11. Йордан Йотов
12. Маргарита Петрова Балова
13. Атанас Константинов
14. Райна Рангелова Постолова

### Старозагорски окръг
1. Лора Димитрова Димитрова
2. Стою Неделчев
3. Васил Недев
4. Георги Павлов
5. Петър Дюлгеров
6. Ненчо Станев
7. Нана Желязкова Трендафилова
8. Велко Димитров
9. Никола Тодориев
10. Недялка Славова Костова
11. Ангел Йорданов
12. Иван Димитров Ненов
13. Донка Койчева Вълева
14. Минчо Табаков
15. Борис Тодоров
16. Минчо Пейчев
17. Пенка Нунева Петкова
18. Здравко Митовски

### Толбухински (Добрички) окръг
1. Александър Фол
2. Стамен Стаменов[4]
3. Димитър Димитров
4. Пенка Иванова Христова
5. Кънчо Милтиядев Кънчев
6. Дико Фучеджиев
7. Алекси Иванов
8. Велико Георгиев Желев
9. Костадин Станев Георгиев
10. Юркян Мехмедова Хасанова
11. Хамди Мустафов Хюсеинов

### Търговишки окръг
1. Милю Грозев Василев
2. Георги Йорданов
3. Ведрие Муталибова Сариева
4. Стоян Марков
5. Димитрина Христова Цалта
6. Камен Калинов (Фахредин Хюсеинов Халилов)
7. Иван Стоянов Груев
8. Миладин Стойнов Шатаров

### Хасковски окръг
1. Георги Стоилов
2. Петър Танчев
3. Ваня Николаева Христозова
4. Василка Стоянова Гогова
5. Стоян Стоянов
6. Мишо Мишев
7. Георги Манев
8. Васил Колев Пасев
9. Георги Атанасов Потерашев
10. Ангел Чаушев
11. Иван Врачев
12. Христина Георгиева Борисова
13. Димитър Василев

### Шуменски окръг
1. Йордан Велев Йорданов
2. Димитрина Цекова Бошнакова
3. Бениде Еминова Еминова
4. Крум Василев
5. Иван Драгоев
6. Белчо Белчев
7. Пеню Иванов Пенев
8. Георги Начев
9. Пенчо Кубадински
10. Лазар Банев Кабаджов
11. Зия Кадиров Мехмедов

### Ямболски окръг
1. Живко Живков
2. Христаки Иванов
3. Дража Вълчева
4. Димка Димитрова Тодорова
5. Аврам Аврамов
6. Йорданка Димитрова Марова
7. Илия Стоянов Въртигоров
8. Велко Палин
9. Румен Сербезов

### Допълнително избрани
- Богдан Пейков Митев[5]